# Focalisation (narratologie)
 (décembre 2018).
Si vous disposez d'ouvrages ou d'articles de référence ou si vous connaissez des sites web de qualité traitant du thème abordé ici, merci de compléter l'article en donnant les références utiles à sa vérifiabilité et en les liant à la section « Notes et références ».
Pour les articles homonymes, voir Focalisation.
Dans le vocabulaire sémiotique, le terme focalisation (ou point de vue) peut prendre deux sens différents :
- En un premier sens, il peut désigner une technique narrative qui consiste à recentrer l'œil du lecteur sur un détail (d'un objet, d'un personnage, etc.) considéré précédemment dans l'ensemble auquel il appartient.
- En un second sens, il désigne le foyer de la perception de l'univers contenu dans un texte narratif, le point de vue à partir duquel les éléments de cet univers sont décrits et racontés. Dans ce second sens, la focalisation est également appelée perspective narrative et on en distingue usuellement trois types, conceptualisés par le théoricien de la littérature Gérard Genette : la focalisation externe, la focalisation interne et la focalisation omnisciente (ou zéro)[1],[2]. Ces focalisations déterminent la manière dont l’information est filtrée et présentée au lecteur ainsi que la position adoptée par le narrateur dans l’énonciation du récit[3]. La narratologie distingue la focalisation du point de vue :
- La focalisation désigne le mode d'accès au monde raconté, selon que cet accès est, ou n'est pas, limité par un point de vue particulier. Elle concerne la régulation de l'information narrative dans le récit.
- Le point de vue, quant à lui, est un terme plus général qui peut englober la focalisation mais aussi d'autres aspects comme le ton du récit ou la vision du monde qui s'en dégage[4].

## Focalisation interne
Le narrateur ne raconte que ce que sait, voit ou ressent un personnage donné. La focalisation peut être: 
- Fixe (un seul personnage focal)

- Variable (plusieurs personnages focaux successifs)
- Multiple (le même événement vu par différents personnages)[2]

L'action est vue par un personnage (même si le récit est à la troisième personne, la scène est perçue par celui-ci). La « caméra » est donc subjective et incomplète. Le narrateur limite les informations à ce que ce personnage comprend et connaît. Le personnage exprime ses sentiments, ses réflexions, en passant par le discours indirect libre. Il y a présence de verbes de perceptions, de tout ce qui facilite le regard (fenêtres...) et de tout ce qui repère l'espace par rapport au personnage (à droite, en face...)
Le point de vue interne peut aussi être écrit à la première personne. Le narrateur en sait autant que les personnages.
Bien que ce point de vue corresponde souvent à des récits en première personne, il est tout à fait possible de rencontrer la focalisation interne dans un récit à la 3e personne. À titre d'exemple, le début de L'Éducation sentimentale de Gustave Flaubert présente une description menée à la 3e personne à travers le regard de son héros, Frédéric, donc en focalisation interne : « À travers le brouillard, il contemplait des clochers, des édifices dont il ne savait pas les noms ; puis il embrassa, dans un dernier coup d’œil, l’île Saint Louis... »

## Focalisation externe
Le narrateur externe n’est pas un personnage de l'histoire. Le narrateur voit tout de l'extérieur, comme une caméra de surveillance qui n'enregistre que les actions ou comme un témoin étranger à l'action. Il ne connaît pas les pensées des personnages, ne donne pas son avis (sauf exception). Il raconte uniquement l'histoire (à la troisième personne). Ce point de vue renvoie à un narrateur neutre, ce qui permet donc de raconter avec une certaine objectivité. Seuls les paroles et les faits sont retranscrits.
La littérature du XXe siècle a volontiers exploité cette technique narrative. Par exemple, Des souris et des hommes, roman de        John Steinbeck, utilise uniquement la focalisation externe.

## Focalisation zéro ou omnisciente
Focalisation définie par Gérard Genette qui correspond à l'absence de point de vue délimité. Le narrateur en sait plus que les personnages et a accès à leurs pensées intimes.
Le narrateur omniscient connaît tout des personnages et peut voir tous leurs faits et gestes. Il peut exercer le point de vue d'un dieu, d'un narrateur démiurge, qui sait tout sur les personnages. Il connaît leur passé, leur futur, leurs sentiments, leurs pensées, leurs émotions, leurs envies, etc. Ce point de vue renvoie à un narrateur absent impliqué. Il est spectateur de toutes les scènes et des personnages.
Cette technique, bien qu'ayant été utilisée par de nombreux romanciers (par exemple Gustave Flaubert, qui la justifie par sa « théorie de l'impersonnalité »), a été critiquée par Jean-Paul Sartre dans son article « Monsieur François Mauriac et la liberté » (dans La Nouvelle Revue française), où il préconise plutôt l'adoption soit d'une focalisation externe, soit d'une focalisation interne.

## Perspectives complémentaires

### Approche cognitive et perceptive
D’autres chercheurs que Gérard Genette, tels que Raphaël Baroni – inspiré lui-même de Jean-Michel Adam en sémiotique – enrichissent le débat en intégrant des dimensions cognitives et perceptives dans l’analyse de la focalisation. Ces perspectives complémentaires insistent sur plusieurs points,:
- Dynamique de la lecture : L’approche cognitive met en lumière la manière dont le lecteur construit mentalement l’univers narratif en fonction des indices fournis par la focalisation. Cela implique que les stratégies de focalisation influencent l’empathie, l’identification ou la distance que le lecteur développe vis-à-vis des personnages.
- Évolution narrative : Les procédés de focalisation ne sont pas figés. Ils peuvent évoluer au fil du récit, en fonction des besoins narratifs et des intentions de l’auteur. Cette variabilité contribue à dynamiser le discours et à créer des effets stylistiques plus complexes.
- Interactivité texte-lecteur : En soulignant les mécanismes par lesquels l’information est filtrée et présentée, ces approches mettent en exergue l’interaction active du lecteur avec le texte, qui doit reconstituer et interpréter la réalité narrative à partir de signaux souvent ambigus ou fragmentaires.

Ces apports théoriques ouvrent la voie à une analyse nuancée des procédés narratifs, en intégrant des dimensions psychologiques et perceptives qui vont au-delà d’une classification statique des modalités de focalisation.

### Approche intégrative
Les ressources pédagogiques, comme celles développées par l’Université de Genève, proposent une approche méthodologique intégrée pour l’analyse des récits. Cette approche se caractérise par :
- La synthèse des concepts : Elle combine les fondements théoriques posés par Gérard Genette avec des analyses contemporaines, offrant ainsi un cadre qui prend en compte à la fois la structure narrative et l’expérience subjective du lecteur.
- L’interconnexion des niveaux narratifs : Plutôt que d’examiner isolément la focalisation et le point de vue, l’approche intégrative insiste sur leur interaction et leur influence réciproque dans la construction du sens. Par exemple, la façon dont le choix du point de vue peut modifier l’impact de la focalisation sur l’interprétation du récit.
- L’application aux textes littéraires : Cette démarche pédagogique favorise une lecture active des œuvres, incitant les étudiants et chercheurs à analyser comment les différents procédés narratifs se combinent pour produire des effets stylistiques et émotionnels spécifiques.

En somme, l’approche intégrative met en lumière l’importance d’une analyse holistique du discours narratif, en soulignant que la compréhension du récit nécessite de prendre en compte simultanément ses dimensions formelles et son impact sur le lecteur.